# 구중역
구중역(舊中驛)은 조선민주주의인민공화국 자강도 자성군 구중영리에 위치해 있는 북부내륙선의 역이다.

## 연혁
- 1987년 11월 27일[1] : 운봉 - 자성, 후주청년 - 혜산청년 구간 개통과 함께 영업 개시[2]